# Alamo (Skulptur)
Alamo (auch: Astor Place Cube oder The Cube) ist eine Freiluftskulptur von Tony Rosenthal, die auf dem Astor Place, New York City installiert ist. Alamo ist ein schwarzer Eisen-Würfel (engl.: Cube) mit einer Kantenlänge von 2,4 Metern, 820 kg schwer, auf einer Ecke stehend. Die Oberfläche ist nicht glatt, sondern hat verschiedene Einrückungen, Vorsprünge und Kanten. Der Name wurde von Rosenthals Frau gewählt und ist an einer kleinen Plakette erläutert: Masse und Größe erinnerten sie an das historische Fort Alamo. Der Würfel kann um seine vertikale Achse von Hand gedreht werden.

## Geschichte
Das Kunstwerk ist eines von fünf baugleichen Würfeln Rosenthals, das Exemplar am Astor Place wurde 1967 im Zuge der Organisation „Sculpture and the Environment“ (deutsch: „Skulpturen und ihre Umwelt“) vom städtischen Kulturausschuss (Department of Cultural Affairs) zusammen mit 24 weiteren Werken aufgestellt. Ursprünglich sollten die Installationen lediglich sechs Monate vor Ort bleiben, die Anwohner erreichten mit einer Petition allerdings eine permanente Aufstellung im East Village.
2005 wurde auf Bestrebungen von NYC Parks eine umfassende Renovierung vom Künstler und seinen ursprünglichen Mitarbeitern vorgenommen, während am Aufstellungsort vorübergehend der „Wackelpudding-Würfel“ (engl. Jello Cube) im Gedenken an Peter Cooper installiert wurde.

## Streiche

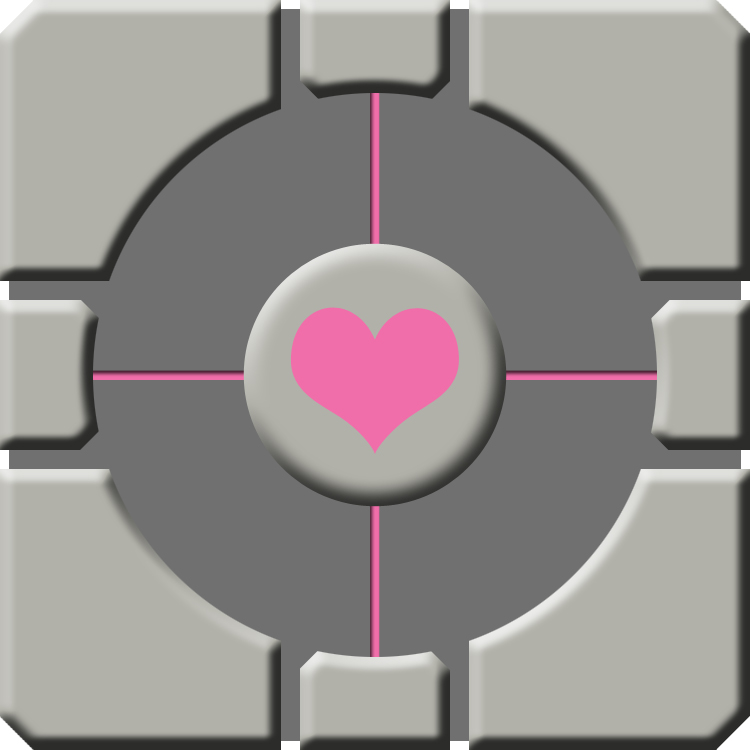
Portals „Companion Cube“

Alamo war mehrfach Ziel und Opfer von Streichen:
- Im Juni 2004 wurde mit buntem Karton die Optik eines Rubik’s Cube aufgeklebt. Die Aktion der Gruppe All Too Flat (deutsch: „Alles zu flach“) bestand mehr als 24 Stunden.[2]
- Im März 2006 verteilte das Graffiti Research Lab magnetische, batteriebetriebene LEDs (sogenannte LED-Throwies), die dem schwarzen Würfel bunte Dekoration verschafften.[3]
- Im April 2006 wurde eine Packung Kreide am Würfel deponiert, Passanten begannen ihn zu bemalen. Am nächsten Morgen wurde der Würfel gewaschen, insgesamt sieben Personen wurden wegen öffentlichem Vandalismus festgenommen.[4]
- Im Oktober 2011 häkelte die Künstlerin Olek (Agata Oleksiak) einen Überwurf mit Camouflage-Muster.[5]

- Im Dezember 2011 bedeckten Studenten der Universität Caltech den Würfel mit Stoffen, um ihm das Aussehen eines Gegenstandes des Computerspiels Portal zu geben.[6]
- 2013 verbreitete sich im Internet eine Pseudo-Dokumentation, in der ein Mann behauptete, im Alamo zu leben. Das Video zeigt neben verschiedenen Sequenzen auch einen Innenraum, der dem echten Würfel zu entsprechen scheint. Urheber des Hoax ist eine „Firma über nichts“ (Original: Brand about nothing), die ihre 60-Sekunden-Meditationstechnik gegen Burnout propagieren möchte.[7]

„This video is fictional. It is not possible to gain entry to the interior of this cube. (deutsch: Das Video ist Fiktion. Es ist nicht möglich, den Innenraum zu betreten.)“